# 维拉尔 (沃克吕兹省)
维拉尔（法語：Villars，法語發音：[vilaʁ]）是法国普罗旺斯-阿尔卑斯-蓝色海岸大区沃克吕兹省的一个市镇，属于阿普特区。

## 地理
维拉尔（43°55'24"N, 5°24'20"E）面积30.05 平方千米，位于法国普罗旺斯-阿尔卑斯-蓝色海岸大区沃克吕兹省，该省份为法国东南部内陆省份，北起德龙省，西北接阿尔代什省，西接加尔省，南至罗讷河口省，东南角与瓦尔省接壤，东临上普罗旺斯阿尔卑斯省。
与维拉尔接壤的市镇（或旧市镇、城区）包括：索村、阿普特、拉加尔德达普特、吕斯特雷勒、圣克里斯托尔、圣萨蒂南莱萨普特。

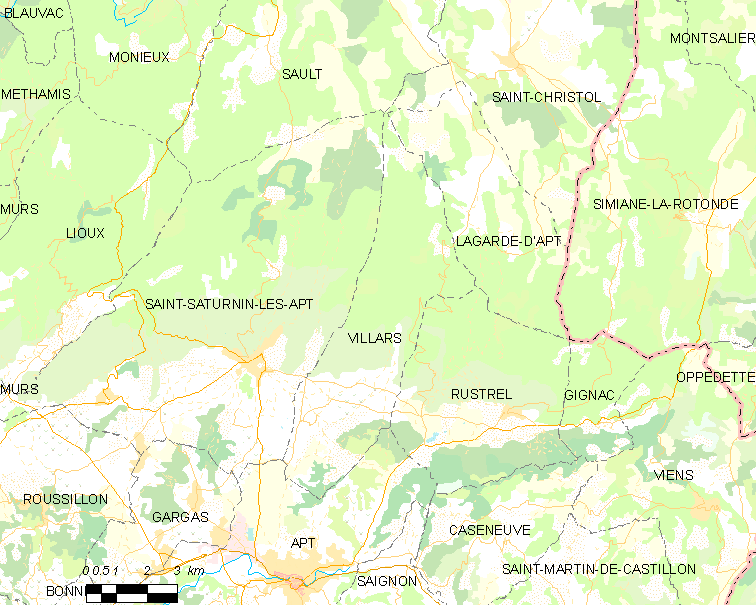
的OSM定位图

维拉尔的时区为UTC+01:00、UTC+02:00（夏令时）。

## 行政
维拉尔的邮政编码为84400，INSEE市镇编码为84145。

## 政治
维拉尔所属的省级选区为阿普特县。

## 人口

1962-2008年间人口变化图示

维拉尔于2022年1月1日时的人口数量为770人。